# 음력 6월 2일
음력 6월 2일은 음력 6월의 2번째 날이다.

## 사건
- 1456년 - 조선 세조 2년, 성삼문 등 사육신이 단종 복위를 도모하다 발각되다.
- 1781년 - 조선 정조 5년, 관서와 관북에 큰 홍수가 나고, 전라도와 충청도에 가뭄이 들다.
- 1792년 - 조선 정조 16년, 전라도와 경상도에 홍수가 발생하여 구휼하게 하다.
- 1871년 - 신미양요: 조선 조정에서 피해를 입은 초지진·광성진의 민가에 내탕금 1천 냥을 나누어 지급하다.
- 1995년 - 삼풍백화점 붕괴 사고 발생.

## 문화
- 1797년 - 조선 정조 21년, 향음주례(鄕飮酒禮)하는 의식을 엮은 《향례합편(鄕禮合編)》이 완성되다.
- 1985년 - 부산 도시철도 1호선 범어사역 ~ 범내골역 구간 개통.

## 탄생
- 1961년 - 대한민국의 배우 김부선.
- 1989년 - 대한민국의 가수 윤두준(하이라이트).

## 사망
- 오다 노부나가 - 1582년
- 2023년 - 대한민국의 가수, 배우 청림.

## 같이 보기
- 음력 360일: 1월 2월 3월 4월 5월 6월 7월 8월 9월 10월 11월 12월
- 전날:6월 1일 다음날:6월 3일 - 전달:5월 2일 다음달:7월 2일
- 양력:6월 2일
- 음력, 윤달